# Râul Creanga Mică
Râul Creanga Mică este un mic curs de apă, afluent al râului Târnava Mare. 

## Hărți
- Harta județului Harghita